# Xã East Fork, Quận Clinton, Illinois
Xã East Fork (tiếng Anh: East Fork Township) là một xã thuộc quận Clinton, tiểu bang Illinois, Hoa Kỳ. Năm 2010, dân số của xã này là 400 người.